# Kaiserzeitliche Sarkophage

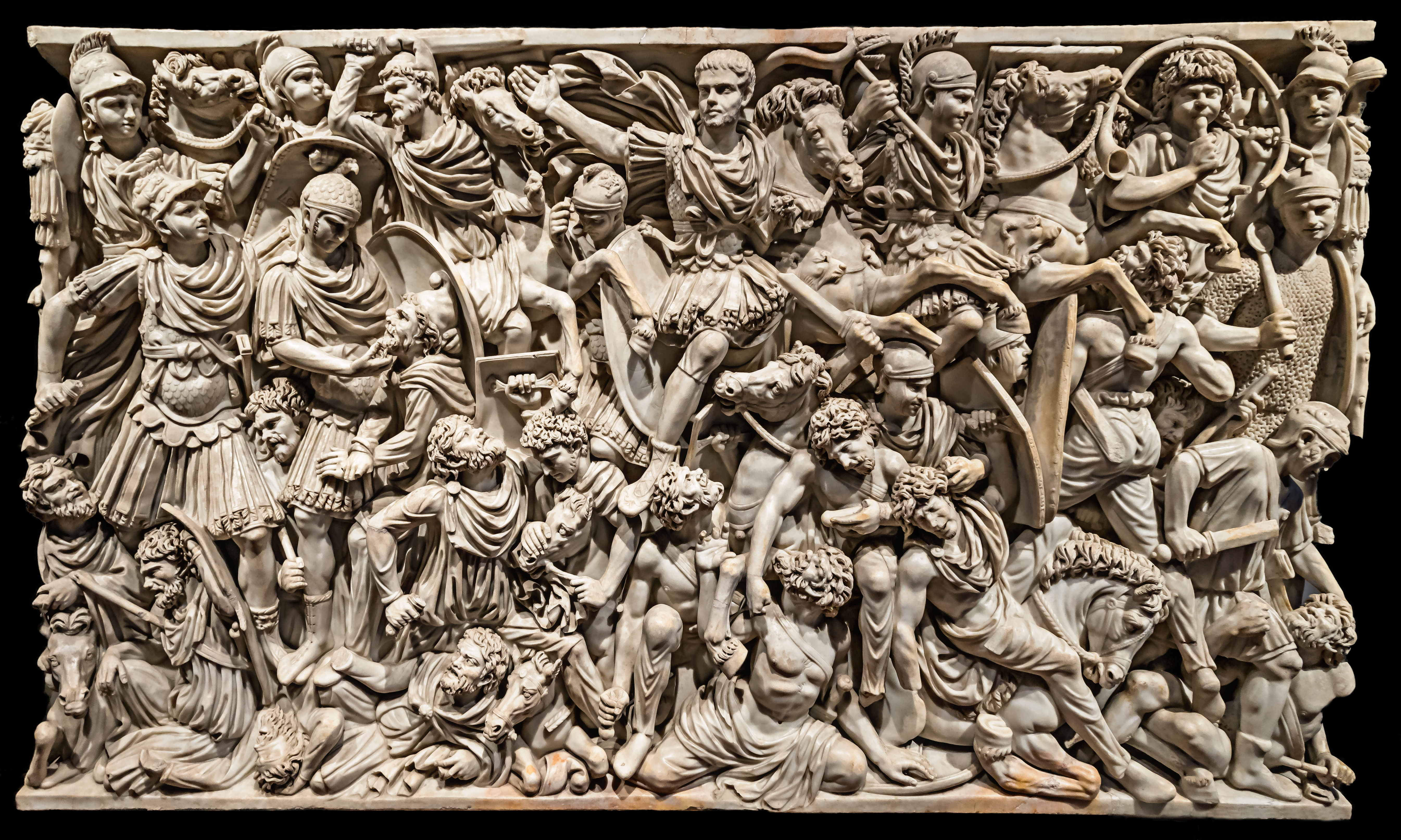
Der sogenannte große Ludovisi-Sarkophag aus der Sammlung Boncompagni Ludovisi

Die kaiserzeitlichen Sarkophage des römischen Reichs bilden eine bedeutende Gruppe der antiken Skulptur und sind wichtige Zeugnisse des künstlerischen Schaffens im 2. und 3. Jahrhundert n. Chr. Die Zentren der Produktion waren Rom, Athen und Dokimeion, wobei auch in vielen anderen Provinzen zahlreiche Sarkophage hergestellt wurden. Der Wirkungsbereich der Sarkophage ist nicht nur auf die römische Kaiserzeit beschränkt, denn sie haben oftmals den Künstlern des Mittelalters und der Renaissance als Vorbild gedient und auch die Entwicklung der abendländischen Kunst bis hin zum Beginn der Moderne stark geprägt.

## Material
Als Material für die Herstellung von Sarkophagen wurden hauptsächlich verschiedene Steine, Blei, Stuckappliken sowie Holz, dieses selten mit Bronzebeschlägen herangezogen.
Der beliebteste unter den Steinen war Marmor, wobei auch seltene Sonderfälle aus Granit und Porphyr auftreten. Da es aber nicht in allen Gebieten des Römischen Reiches genügend geeignete Marmorvorkommen gab, musste er oftmals importiert werden. Beim Import gab es drei verschiedene Möglichkeiten:
1. ausgehöhlte Blöcke (sog. Rohlinge); zum Teil auch Wannen, die wohl Vorsprünge für die Ausarbeitung von Löwenköpfen hatten
2. Halbfabrikate, welche vor allem für die Ausarbeitung von Girlandensarkophagen genutzt wurden
3. fertige Sarkophage

Die genaue Herkunft des Marmors zu bestimmen, ist oft sehr schwierig, da die Sorten in einem Steinbruch in Färbung und Größe der Kristalle sehr stark variieren können.
Es ist zwar infolge der Analyse von Isotopen möglich den Marmor einem Steinbruch zuzuordnen, doch in manchen Fällen ist die Bestimmung auf Grund der Überschneidung von Analysewerten nicht zuverlässig.

### Herstellungszentren
Drei Zentren der Herstellung verzierter kaiserzeitlicher Sarkophage sind deutlich nachweisbar. Diese sind Rom, Athen und Dokimeion. Schlichtere Exemplare hingegen wurden häufig aus lokal oder regional verfügbaren Steinarten wie Kalkstein oder Sandstein gefertigt.

#### Dokimeion
Der Marmor aus Dokimeion in Phrygien (marmor phrygium, marmor synnadicum oder marmor docimium) (heutiges İscehisar) hat eine leicht graue Färbung und ist relativ feinkörnig. Dieser wurde als Rohling exportiert und auch für die große Gruppe an dokimeischen Girlanden-, Fries-, Torre-Nova- und Säulensarkophagen benutzt. Aus Dokimeion stammt auch eine andere Sorte, deren Marmor hell und von rötlichen Adern durchzogen ist und vor allem für die Ausarbeitung von Säulensarkophagen herangezogen wurde.

#### Athen
In Athen wurde nordöstlich der Stadt, am Berg Pentelikon, der pentelische Marmor (pentelike marmaros) gewonnen, welcher nachweislich in Form von Blöcken und Rohlingen nach Rom exportiert und dort zu fertigen Sarkophagen ausgearbeitet worden ist. Der pentelische Marmor ist an seiner etwas gelblichen Färbung zu erkennen, wobei manche Schichten auch von grünlichem Glimmer durchzogen sind.

#### Rom
In Rom ist die Lage etwas komplizierter, da es kaum Marmorvorkommen in der Umgebung gibt. In erheblichem Umfang ist Marmor aus den Steinbrüchen im Osten des Reiches importiert worden. Zum Teil wurde Marmor aus den Brüchen von Carrara (Luni) im nordwestlichen Italien mit dem Schiff nach Rom oder Ostia herbeigeschafft. Dieser lunensische Marmor (marmor lunense) ist leicht grau, hat kleine Kristalle und ist häufig von breiten dunkelgrauen und unregelmäßigen Streifen durchzogen.
In einigen Provinzen des römischen Reiches wurde lokaler Marmor abgebaut und für die örtliche Sarkophagherstellung verwendet. Zum Teil wurde aus diesen Zentren auch in andere Gebiete des römischen Reiches und nach Rom exportiert. Hierzu gehören vor allem griechische und kleinasiatische Zentren wie: Thasos, Paros oder „Kykladen“, Karien, Aphrodisias, Ephesos und Prokonnesos („Marmorinsel“ im Marmarameer).

##### Beispiele
- Großer Ludovisischer Schlachtsarkophag

#### Provinzen
In denjenigen Provinzen, in denen kein Marmor zur Verfügung stand, musste man also das Material als Rohling, Halbfabrikat oder fertig ausgearbeitetes Stück herbeischaffen. Alternativ dazu gab es auch die kostengünstigere Variante, Sarkophage aus einem anderen, etwa aus einem regional verfügbaren Material herzustellen. Hierbei boten sich Materialien wie Kalkstein, Sandstein, Tuff, Travertin, Basalt, Granit und Porphyr an. Auch Bleisärge und bronzene Wannen wurden in Sonderfällen für Bestattungen verwendet. Von Holzsärgen haben sich oft nur wenige Reste wie Verfärbungen oder Sargnägel erhalten. In seltenen Fällen gab es auch hölzerne Sarkophage, welche mit bronzenen Beschlägen oder mit Stuckappliken geschmückt waren oder welche auch bemalt sein konnten. Eine weitere Möglichkeit war es, Sarkophage aus gebranntem Ton herzustellen, die aber nur sehr selten bewahrt und dokumentiert sind.

## Formen
Sarkophage kommen hauptsächlich in zwei verschiedenen Formen vor:
1. als langgestreckter, rechteckiger Kasten
2. als Wanne (eher selten)
3. daneben gibt es auch einige Sonderfälle

### Rechteckige Form
Diese Form ist im gesamten römischen Reich weit verbreitet. Die Sarkophage variieren in ihrer Größe sehr stark, wobei stadtrömische Exemplare im Durchschnitt kleiner sind als jene aus Athen und Dokimeion. Aus gallienischer und tetrarchischer Zeit sind auch in Rom Stücke mit größeren Ausmaßen bekannt. Bei sehr kleinen Sarkophagen kann angenommen werden, dass diese für kleine Kinder bestimmt waren. Besonders kleine Exemplare, welche als Ostotheken („Knochenkisten“) bezeichnet werden, sind häufig in Athen anzutreffen. Auch in Kleinasien, insbesondere in Dokimeion, sind die Ostotheken weit verbreitet.

### Wannen
Seit dem späten 2. Jahrhundert gab es in Rom Sarkophage in Form einer Wanne oder eines Kastens mit gerundeten Seiten. Diese Form wird als Lenos (vom griechischen „lenos“, Trog, Wanne) bezeichnet und findet sich vor allem unter den lokalen Exemplaren im westlichen Italien und Kampanien sowie bei einigen Granitsarkophagen aus Ägypten.

### Sonderfälle
Es gibt nur wenige außergewöhnliche Stücke unter den Sarkophagen. Im Folgenden werden einige dieser Sonderformen aufgelistet:
- „Scheinsarkophage“:

Hierbei handelt es sich um Platten, die zum Verschluss von Gräbern benutzt wurden, welche in den Felsen getieft waren. Diese Platten tragen den Namen „Loculusplatten“ (sog. Loculi), wobei manche von ihnen zu gemauerten Sarkophagen gehört haben. Eine weitere Bezeichnung für diese Platten ist „Lastra“ (vom italienischen „lastra“, die Platte, Tafel). Obwohl es sich hierbei nicht um eigentliche Sarkophage handelt, ähneln sie in Form und Dekoration diesen.
- „Klinenmonumente“:

Klinenmonumente sind Grabdenkmäler in Form eines angedeuteten Bettes (Kline). Auf der Matratze liegt anfänglich nur der/die Tote. Erst im späteren 2. Jahrhundert n. Chr. wird die Darstellung als Ehepaar bevorzugt, wobei in manchen Fällen der/die Verstorbene mit der Büste des Ehegatten abgebildet wird. Die Klinenmonumente standen meist in Grabgebäuden, Nischen oder auf bereits abgedeckten Sarkophagen. Vereinzelt sind auch Exemplare mit Einlassungen bekannt, welche als Aschenurnen gedient haben.
- „Chamosorien“:

Beim Chamosorion handelt es sich um eine sarkophagähnliche Vertiefung im anstehenden Felsen, auf die ein Deckel aufgesetzt ist. Vor allem in den Gegenden Lykien und Kilikien weit verbreitet.
- Cupae (auch Cupolae genannt):

Cupae sind Grabaufsätze in Form von gerundeten Deckeln, die im Freien aufgestellt waren. Der Name ist schon in der Kaiserzeit belegt und kommt vom lateinischen „cupa“ (Tonne, Fass, Grabgewölbe). Sie wurden meist aus einheimischem Stein hergestellt und tragen auf einer der Langseiten eine Tabula. Cupae waren vor allem im mittleren Italien, auf der Iberischen Halbinsel und im westlichen Nordafrika verbreitet.
- Ostotheken:

In ihrer Form ähneln die Ostotheken zwar den Sarkophagen, sind aber wesentlich kleiner als diese. Die Bezeichnung Ostothek („Knochenkiste“) stammt vom griechischen Wort „ostotheke“ ab und kommt häufig auf Inschriften in Kleinasien vor. Neben Kleinasien waren die Ostotheken auch in Thessaloniki und Athen äußerst beliebt.
- Ossuarien:

Dies sind kleine Behälter, die auf Jerusalem und ihre Umgebung beschränkt sind und den Juden wahrscheinlich für die Zweitbestattung von Knochen dienten. Die Bezeichnung kommt vom lateinischen „ossuarium“ und steht für einen Behälter, welcher die Gebeine des Toten aufbewahren soll.
- Aschenurnen:

Behälter für Leichenbrand hatten oft die Form eines längs- oder hochrechteckigen Kastens, konnten aber auch rund oder gefäßförmig ausgearbeitet sein. In einigen Provinzen gab es sogar reliefgeschmückte Aschenurnen. Der Begriff „Urne“ vom lateinischen „urna“ ist heutzutage zwar gängig, aber auch andere Bezeichnungen wie für die sarkophagähnlichen Aschenkisten kommen vor. Aschenurnen waren in Rom besonders in der frühen Kaiserzeit bis zum frühen 2. Jahrhundert weit verbreitet.
Für gewöhnlich ist bei den stadtrömischen Sarkophagen die Aushöhlung im Inneren etwas mehr gerundet und eine Erhöhung für den Kopf vorhanden („Kopfkissen“).
An den Deckeln sind häufig Hebebossen angebracht (vor allem in Kleinasien), um diese für Nachbestattungen leichter anheben zu können. Es sind auch Löcher in manchen Deckeln vorhanden, welche für Opferspenden vorgesehen waren. Gelegentlich wurden in einem Sarkophag auch mehrere Leichname gefunden, die durch Platten voneinander getrennt waren.

## Dekoration
Sarkophage unterscheiden sich auch in den Arten ihrer Dekoration, die zum Teil auch die Formen bestimmen. Im Folgenden werden die wichtigsten Typen aufgelistet:

### Sarkophage mit Tabula
Diese Sarkophage sind in der Regel auf einer Langseite, in seltenen Fällen auf einer Nebenseite mit einer Tafel (tabula) versehen, welche meist für eine Inschrift vorgesehen ist. Diese Tafel hat meist dreieckige oder geschwungene „Henkel“ (ansae) und wird daher auch Tabula ansata genannt. Die freien Flächen konnten mit weiterem Schmuck verziert sein. Diese Form findet sich häufig in den Provinzen des Römischen Reiches, dagegen äußerst selten in Rom.

### Truhensarkophage
Dies sind Sarkophage mit einer profilierten Rahmung und werden auch Kastensarkophage genannt. In Rom sind nur aus dem 1. Jahrhundert n. Chr. einige Beispiele vorhanden, ansonsten beschränkt sich ihr Verbreitungsgebiet auf Oberitalien, Thessaloniki und Kleinasien (Bithynien, Pisidien, Lykaonien und Isaurien).

### Riefelsarkophage

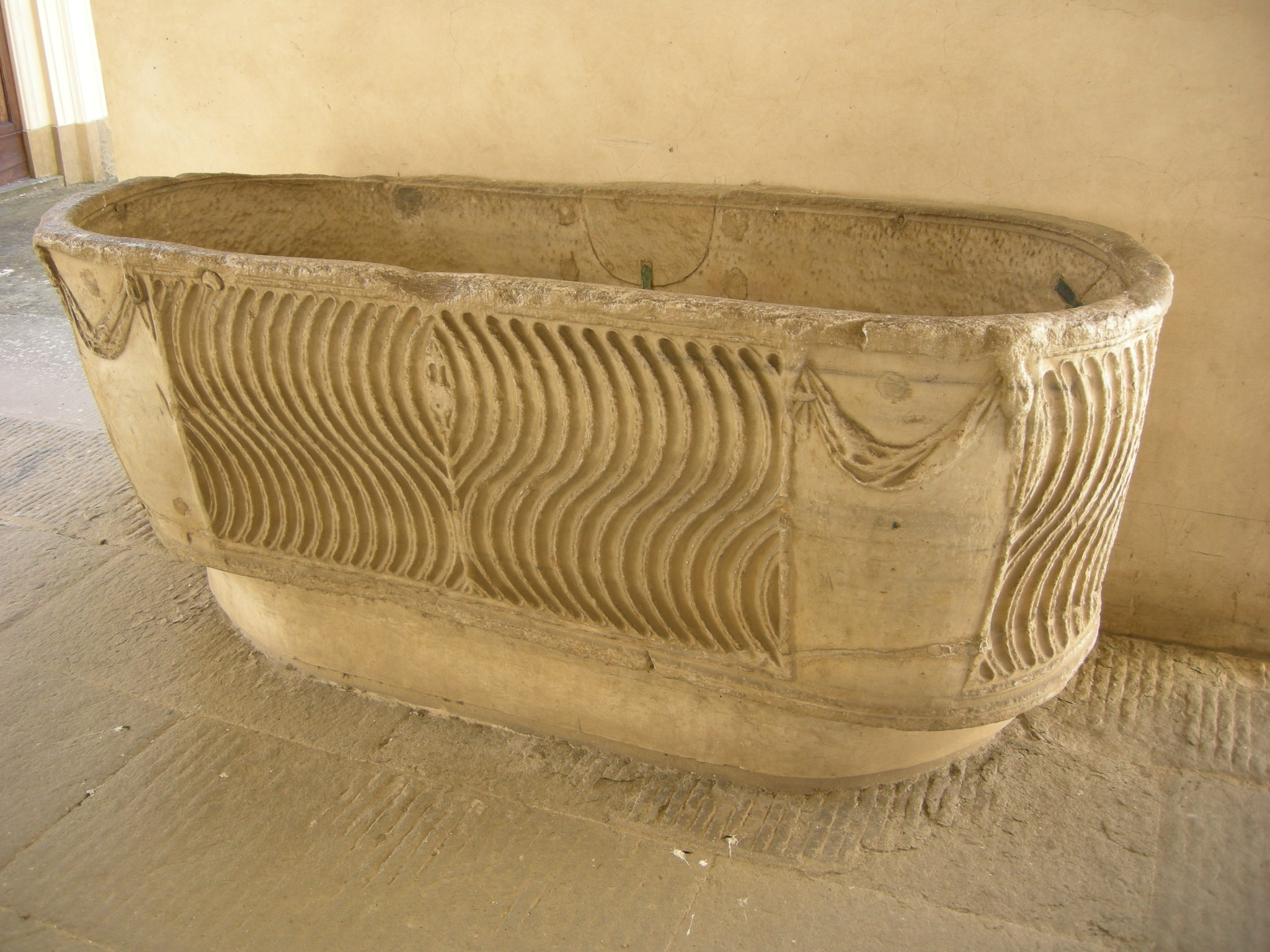
Riefelsarkophag in der Form eines Wannensarkophags

Diese Sarkophage sind auf einer oder mehreren Seiten mit s-förmigen Riefeln (strigilis genannt) oder in seltenen Fällen auch mit senkrecht verlaufenden Hohlkehlen dekoriert. Eine weitere Bezeichnung für diese Form ist auch Strigilis-Sarkophage, wobei sich das Wort vom lateinischen „Strigilis“ (griechisch „stleggis“) ableitet und für einen gebogenen Schaber steht, mit dem die Athleten nach dem Sport ihre Körper abschabten. Es gibt sie sowohl in Kasten- wie auch in Wannenform. Bei manchen Exemplaren sind die Langseiten vollständig von Riefeln bedeckt. Es findet sich auch oft seitlich jeweils ein Feld bzw. ein Feld in der Mitte. Das Mittelfeld ist häufig fünfgeteilt, wobei es noch zwei seitliche Felder und dazwischen Zonen mit Riefeln gibt.

### Girlandensarkophage
Sie sind hauptsächlich an den Langseiten, zum Teil auch auf den Schmalseiten, mit Girlanden geschmückt. Eine Girlande ist ein bandförmiges, dekoratives, aus Reisig, Laub, Blumen oder Früchten bestehendes Gebinde, das meist mit farbigen Stoffbändern umwunden ist, die als Zier dienen. Die Girlanden werden oftmals von figürlichen Darstellungen umrahmt.

### Friessarkophage
Hierbei handelt es sich um Sarkophage, deren Lang- und Schmalseiten mit Friesen geschmückt sind, die hauptsächlich als Relief, aber auch als Malerei ausgeführt sein konnten. Friessarkophage kommen sehr oft in den Zentren Rom, Athen und Dokimeion vor, seltener jedoch in den Provinzen.

### Architektonische Sarkophage („Säulensarkophage“)
Sie haben eine Gliederung mit Säulen, Halbsäulen, Pilastern oder einem Wechsel dieser. Einige Exemplare besitzen fünf Interkolumnien, welche Arkaden oder einen Wechsel von Giebeln und Arkaden haben. Architrave sind kaum vorhanden. Stücke mit drei Interkolumnien sind sehr zahlreich vertreten, Exemplare mit sechs oder vier Interkolumnien jedoch äußerst selten. Die Mitte wird manchmal von einem Grabportal eingenommen.
Es gibt auch Fälle, in denen die Dekorationsformen untereinander gemischt sind. Beispielsweise wären hier anzuführen: Truhensarkophage mit Girlanden, Friessarkophage mit einer Tabula oder einer Arkade in der Mitte, Riefelsarkophage mit Girlanden usw.